# Shoji (métro d'Osaka)
Shoji (小路駅, Shōji-eki) est une station du métro d'Osaka sur la ligne Sennichimae dans l'arrondissement d'Ikuno à Osaka.

## Situation sur le réseau
La station Shoji est située au point kilométrique (PK) 11,1 de la ligne Sennichimae, entre les stations Shin-Fukae et Kita-Tatsumi.

## Histoire
La station a été inaugurée le 2 décembre 1981.

## Services aux voyageurs

### Accès et accueil
La station est ouverte tous les jours.

### Desserte
- Ligne Sennichimae :
  - voie 1 : direction Minami-Tatsumi
  - voie 2 : direction Nodahanshin